# Aspidosmia arnoldi
Aspidosmia arnoldi là một loài Hymenoptera trong họ Megachilidae. Loài này được Brauns mô tả khoa học năm 1926.